# Val × Love
Val × Love (яп. 戦×恋 (ヴァルラヴ) икуса × кой (варураву)) — манга Рёсукэ Асакуры, выходящая с декабря 2015 года в журнале Monthly Shonen Gangan издательства Square Enix. Её главы были собраны и изданы переиздана в виде десяти танкобонов на апрель 2020 года. На основе манги был снят аниме-сериал студией Hoods Entertainment, его премьера прошла с октября по декабрь 2019 года.

## Сюжет
С самого детства окружающие находили лицо Такумы Акуцу пугающим и сторонились его. Единственные, кто приближался к нему, были хулиганы и гангстеры. Однажды он спасает Нацуки и получает откровение от Одина, владыки Асгарда, о том, что скоро миру придёт конец и что спасать мир предстоит именно Такуме. Помочь ему в этом Один поручает своим девяти дочерям-валькириям. Собственно, Такуме надо доказать, что любовь может спасти мир, так как говорят, что именно любовь — источник силы в девичьем сердце.

## Персонажи
Такума Акуцу (яп. 亜久津 拓真 Акуцу Такума) — главный герой со страшным лицом, прозванный «демоном». Он был признан одним из эйнхериев, и Один вручил ему Мистелтейнн, одну из трёх слёз Иггдрасиля.
Сэйю: Юя Хиросэ
Итика Саотомэ (яп. 早乙女 一千花 Саотомэ Итика) — старшая из девяти сестер Саотомэ и капитан Валькирий, Валькирия Копья, Брюнхильда.
Сэйю: Юми Утияма
Футаба Саотомэ (яп. 早乙女 二葉 Саотомэ Футаба) — вторая из девяти сестер Саотоме, является валькирией замка, Герхильда. Вернувшись в Асгард, Футаба получила прозвище Ее Величества Королевы. Она берет на себя большую часть работы по дому.
Сэйю: Юми Хара
Ицуё Саотомэ (яп. 早乙女 五夜 Саотомэ Ицуё) — пятая из девяти сестер Саотомэ, она перешла в школу Такумы и стала президентом студенческого совета.
Сэйю: Аи Какума
Муцуми Саотомэ (яп. 早乙女 六海 Саотомэ Муцуми) — шестая из девяти сестер Саотомэ, она является популярным идолом, которая очень редко посещает школу из-за своей работы.
Сэйю: Рина Хидака
Нацуки Саотомэ (яп. 早乙女 七樹 Саотомэ Нацуки) — седьмая из девяти сестер Саотомэ, она настолько популярна, что у нее есть фан-клубы даже в других школах.
Сэйю: Каэдэ Хондо

## Медиа

### Манга
С декабря 2015 года манга выпускается в журнале Monthly Shonen Gangan издательства Square Enix. Её главы были собраны и изданы переиздана в виде десяти танкобонов на апрель 2020 года. Манга также была лицензирована в Северной Америке компанией Yen Press.

### Аниме
Об адаптация в виде аниме-сериала было объявлено в июньском номере журнала Monthly Shonen Gangan от 11 мая 2019 года. Экранизация создана на студии Hoods Entertainment под руководством режиссёра Такаси Наоя по сценарию Тацуи Такахаси. Дизайн персонажей разработал Киёси Татэиси, а музыку подготовил проект TECHNOBOYS PULCRAFT GREEN-FUND. Премьерный показ прошёл с 5 октября по 21 декабря 2019 года на телеканалах AT-X, Tokyo MX, SUN и BS11. Сериал состоит из 12 серий. Рикако Айда исполнила начальную музыкальную тему «for…», тогда как сэйю девяти сестёр Саотомэ исполнили завершающую «Up-Date x Please!!!» тремя группами а трёх версиях. Сериал был лицензирован в Америке Sentai Filmworks и транслировался через сервис Hidive.

## Критика
В превью на основе первой серии аниме критики Anime News Network описали сериал, как типичный гаремник. Самой заметной чертой, выделяющей его из других произведений жанра, является главный герой, находящемся в настоящем ужасе от своего «гарема». Дизайн героинь достаточно различающийся, но все они укладываются в архетипы на любой вкус и цвет, возможно, аниме даже немного слишком старается угодить самой разной аудитории.